# Golgiapparat
 Ikke at forveksle med Golgiorgan.
Golgiapparatet er et membransystem af affladede sække og kanaler, som findes i de fleste eukaryote celler. Organellet blev opdaget i 1898 af italieneren Camillo Golgi. Golgiapparatet var, grundet dets størrelse, et af de første organeller der blev opdaget og studeret.
Golgiapparatets primære funktion i en celle er at færdiggøre polypeptider til eksport- el. membranproteiner. De fleste polypeptidkæder, som sendes fra det ru endoplasmatiske reticulum i transportvesikler, havner i golgiapparatet, hvor de bliver færdiggjort. 
Golgi opstår som følge af deling af præeksisterende golgi og indeholder forskellige enzymer, der modificerer eksport- og membranproteiner forskelligt afhængigt af deres endelige destination i cellen. Mange af ændringerne er glycosyleringer (tilsætning af rester sukker), der omdanner proteinerne i specifikke glycoproteiner. Efterfølgende danner golgiapparatet transportvesikler med de modificerede polypeptider, der eksporteres til cellens plasmamembran hvor de udskilles. Alternativt kan stofferne blive en del af plasmamembranen eller andre organeller som lysosomer. 